# César Rivero
César Rivero war ein argentinischer Autorennfahrer.

## Karriere als Rennfahrer
César Rivero war in den 1950er-Jahren bei einigen 1000-km-Rennen von Buenos Aires am Start. Seine beste Platzierung war der zweite Gesamtrang beim zur Sportwagen-Weltmeisterschaft zählenden Rennen 1955, den er gemeinsam mit Carlos Najurieta in einem Ferrari 375MM einfuhr.
1956 startete er beim 500-Meilen-Rennen von Rafaela, konnte sich aber nicht klassieren.

## Statistik

### Einzelergebnisse in der Sportwagen-Weltmeisterschaft
| Saison | Team | Rennwagen     | 1   | 2   | 3   | 4   | 5   | 6   |
| ------ | ---- | ------------- | --- | --- | --- | --- | --- | --- |
| 1955   |      | Ferrari 375MM | BUA | SEB | MIM | LEM | RTT | TAR |
| 1955   | 2    | Ferrari 375MM |     |     |     |     |     |     |
| 1956   |      | Ferrari 375MM | BUA | SEB | MIM | NÜR | KRI |     |
| 1956   | DNF  | Ferrari 375MM |     |     |     |     |     |     |
| 1960   |      | Lancia D24    | BUA | SEB | TAR | NÜR | LEM |     |
| 1960   | DNF  | Lancia D24    |     |     |     |     |     |     |